# Weiser (Familienname)
Weiser ist ein deutscher Familienname.

## Namensträger
- Alfons Weiser (* 1934), deutscher Theologe
- Andreas Weiser (* 1957), deutscher Journalist, Musiker und Komponist
- Antje Felizia Weiser (* 1967), deutsche Politikerin (SPD)
- Armand Weiser (1887–1933), österreichischer Architekt und Autor
- Artur Weiser (1893–1978), deutscher Theologe
- Barbara Nath-Wiser (* 1949), österreichische Ärztin
- Benno Weiser Varon (1913–2010), israelischer Diplomat
- Bernard Weiser, US-amerikanischer Soundeditor
- Christoph Weiser (* 1959), deutscher Verwaltungsjurist
- Conrad Weiser (1696–1760), deutsch-amerikanischer Siedler, Dolmetscher und Diplomat
- Eric Weiser (1907–1986), österreichisch-amerikanischer Mediziner und Medizinjournalist
- Ernst Weiser (* 1939), deutscher Fußballspieler
- Franz Weiser (1901–1986), österreichischer Theologe und Schriftsteller
- Gerhard Weiser (1931–2003), deutscher Politiker (CDU)
- Grethe Weiser (1903–1970), deutsche Schauspielerin
- Hans-Fred Weiser (* 1947), deutscher Mediziner
- Heinrich Weiser (Johann Matthias Heinrich Weiser; 1808–1865), deutscher Dichter
- Henrik Weiser (* 1975), deutscher Koch
- Hermann Weiser (1903–1984), deutsch-österreichischer Architekt
- Ignatz Anton von Weiser (1701–1785), österreichischer Dramatiker und Politiker, Bürgermeister von Salzburg
- Ingeborg Weiser (1938–2019), deutsche Lyrikerin, Bildende Künstlerin, Kunsttherapeutin und Journalistin, siehe Ingeborg Drews
- Jonas Weiser (* 1993), deutscher Basketballspieler
- Josef Weiser (Politiker, 1881) (1881–1964), deutscher Politiker (Zentrum), MdR
- Josef Weiser (Politiker, 1920) (1920–1979), österreichischer Politiker (ÖVP), Salzburger Landtagsabgeordneter
- Josef Weiser (Politiker, III), deutscher Jugendfunktionär und Politiker, MdV
- Joseph Emanuel Weiser (1847–1911), deutscher Maler
- Kajetan Weiser (1876–1952), österreichischer Politiker (SdP), Abgeordneter zum Nationalrat
- Karl Weiser (Schauspieler) (1848–1913), deutscher Schauspieler und Schriftsteller
- Karl Weiser (Maler) (1911–1988), österreichischer Maler
- Lily Weiser-Aall (1898–1987), österreichisch-norwegische Volkskundlerin und Ethnologin
- Mark Weiser (1952–1999), US-amerikanischer Informatiker
- Martha Weiser (1913–2008), österreichische Politikerin (ÖVP), Salzburger Landtagsabgeordnete
- Mathias Weiser (* 1986), deutscher Politiker (AfD), MdB
- Mitchell Weiser (* 1994), deutscher Fußballspieler
- Patrick Weiser (* 1971), deutscher Fußballspieler
- Paul Weiser (1877–1967), deutscher Maler und Grafiker
- Peter Weiser (1926–2012), österreichischer Journalist und Kulturmanager
- Rosa Weiser (1897–1982), österreichische Architektin
- Shari Weiser, US-amerikanische Schauspielerin
- Uri C. Weiser (* 1945), israelischer Computeringenieur
- Wolfgang Weiser (1928–1996), österreichischer Schauspieler
- Wolfram Weiser (1954–2022), deutscher Numismatiker